# Gijs van Lennep
Jonkheer Gijsbert van Lennep (ur. 16 marca 1942 w Aerdenhout) – holenderski kierowca wyścigowy, który w latach 1971, 1973-1975 wystartował w 8 wyścigach Formuły 1

## Kariera
Van Lennep jeździł dla zespołu Porsche od 1967 i wygrał razem z Helmutem Marko 24-godzinny wyścig Le Mans w 1971 prowadząc Porsche 917K sponsorowane przez Martini. Ustanowili oni wtedy także nie pobity do dziś rekord przebytego dystansu w czasie wyścigu – 5335 km.
Tego samego roku Stichting Autoraces Nederland wynajęło Surteesa TS7, aby Van Lennep mógł zadebiutować w F1 w domowym wyścigu, który ukończył, pomimo bardzo mokrego toru, na godnym uznania 8. miejscu. W następnym sezonie Holender wygrał brytyjską F5000 w Surteesie TS11. W 1973 dwukrotnie startował dla Frank Williams Racing Cars w F1. Zdobył wtedy swój pierwszy punkt mistrzostw za 6. miejsce w GP Holandii. Z Ensignem zdobył drugi punkt w swojej karierze F1 w 1975. Do czasu pojawienia się Josa Verstappena jedynym bardziej utytułowanym Holendrem w Formule 1 był Carel Godin de Beaufort.
W 1973 Van Lennep wygrał także ostatnie Targa Florio jadąc w parze z Herbertem Müllerem w Porsche Carrera RSR.
Nadal ścigał się, wygrywając 24-godzinny wyścig Le Mans po raz drugi w 1976, tym razem mając za partnera Jackiego Ickxa i prowadząc Porsche 936 Turbo. Po tym sukcesie odszedł na sportową emeryturę.